# История Абердина
Город Абердин имеет долгую и насыщенную историю со времён поселения здесь людей Каменного века. Как город Абердин возник после объединения двух поселений: Старого Абердина (Old Aberdeen) в устье реки Дон и Нового Абердина (New Aberdeen), рыболовного и торгового поселения в месте впадения Денбурна в дельту реки Ди.

## До 1136 года

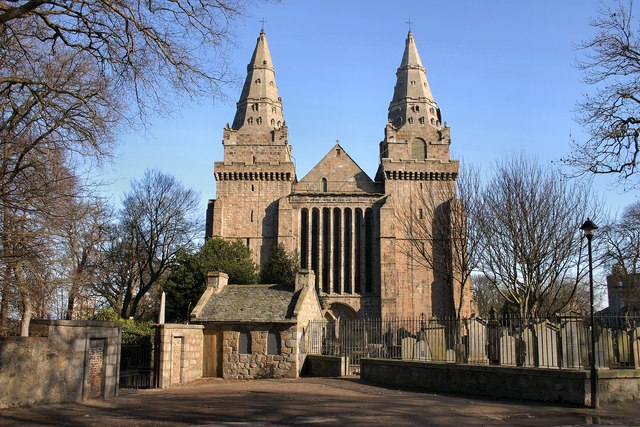
Собор Святого Махара XII века

Охотники-собиратели поселились в Абердине у устьев рек Ди и Дон около 6000 лет до н. э. Около 2000 года до н. э. представители культуры колоколовидных кубков, создавшие загадочные круги в долине Абердиншира, прибыли с берегов Рейна. Около 200 года до н. э. началось переселение кельтов с юга Шотландии, а в I веке н. э. сюда пришли римляне. В 84 году н. э. римский правитель Британии Гней Юлий Агрикола повёл войска, насчитывающие около 40 тысяч человек в Каледонию, победил пиктов в битве у Граупийских гор недалеко от вершины Беннехи в Абердиншире.
Около 580 года н. э. Св. Мунго посылает Св. Макара для обращения пиктов в христианство. В Абердине строится первая церковь, а в XII веке - Собор Святого Махара, получивший окончательный вид в 1530 году.

## От 1136 года до XVIII века
В 1136 году король Шотландии Давид I начал развитие Нового Абердина к северу от реки Ди. При короле Вильгельме I город получил дополнительные права. В 1319 году, согласно Великой хартии вольностей Роберта I Брюса, Абердину отошли все прилегающие территории, что подарило ему финансовую независимость. В благодарность за предоставление убежище во время его изгнания, помощь в битве при Барре и уничтожении английского гарнизона в Абердинском замке (1308 год) Роберт Брюс поддерживал жителей Абердина и передал во владение городу близлежащий Стокетский лес. Доход от этой земли стал основой городского Общего Товарного Фонда, который помогал жителям Абердина.
В 1336 году город сжёг английский король Эдуард III, но вскоре Абердин был отстроен заново и даже расширен, получив название Новый Абердин. В связи с многочисленными нападениями соседних графств город был укреплён. В 1770 году ворота демонтировали.
В 1497 году построено укрытие в бухте для защиты города от англичан.
Во время так называемых Войн трёх королевств в 1644-1647 годах между Королевской армией и последователями Ковенантского движения, город был разграблен обеими сторонами. В Абердинской битве 1644 года шотландскими сторонниками короля командовал Джеймс Грэм, 1-й маркиз оф Монтроз (James Graham, 1st Marquis of Montrose), а одним из лейтенантов был пятым сыном лорда Ролло - сэром Вильямом Ролло из клана Ролло. Он командовал левым крылом королевской армии. Ряд авторов[каких?] утверждает, что после Абердинской битвы город был взят и разграблен королевскими войсками, состоявшими из ирландцев и шотландских горцев.
В 1647 году началась эпидемия бубонной чумы, унесшая жизни и четверти населения. В 1715 году Джеймс Сюарт провозгласил себя Маршалом Абердина, а в 1745 году Уильям Август, герцог Камберлендский жил в Абердине некоторое время перед тем, как напасть на Карла Эдуарда Стюарта.

## C XVIII века до наших дней

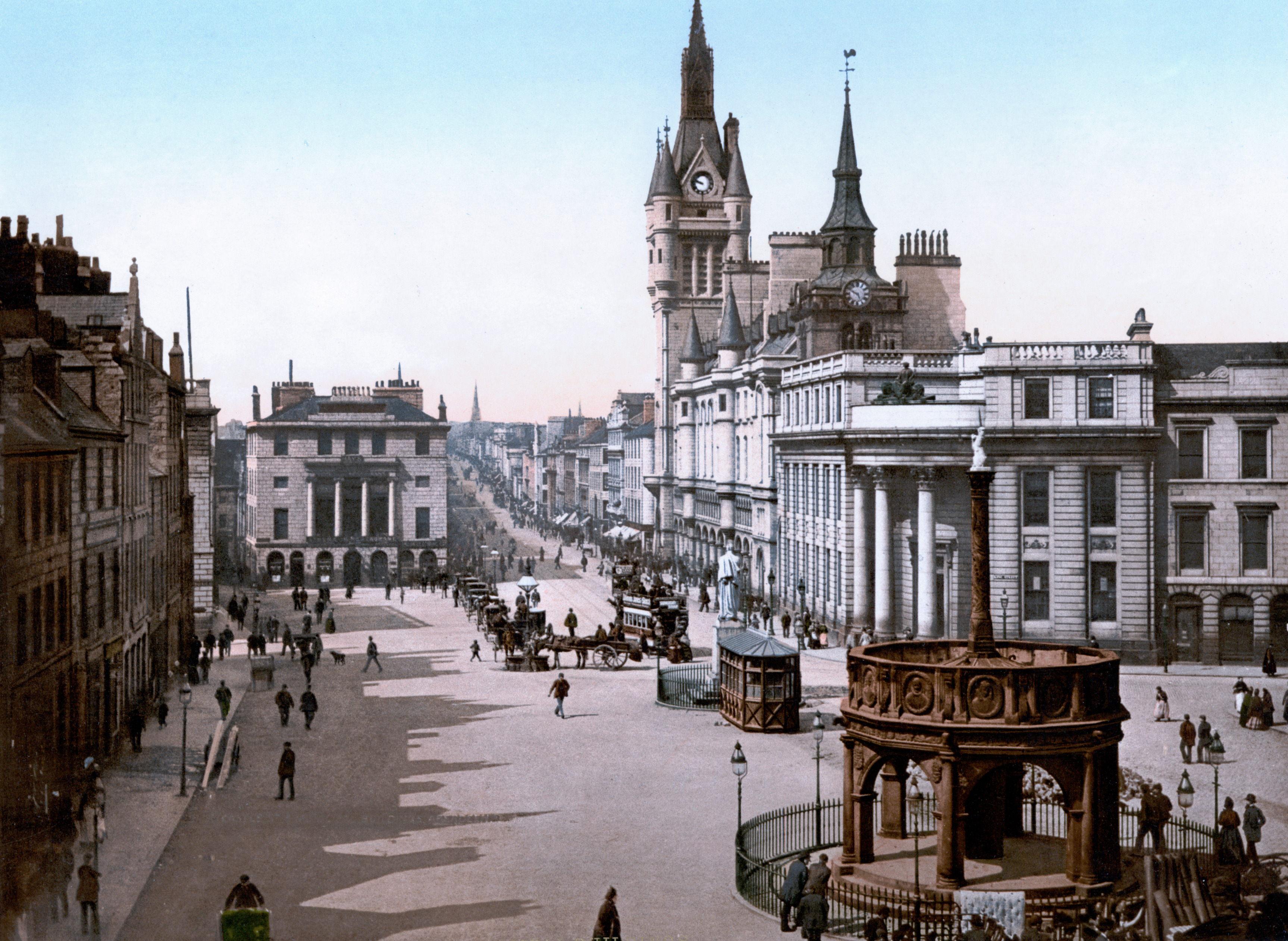
Абердин в приблизительно 1900 году

В XVIII веке построено новое здание муниципалитета, элегантно меблированное, с мраморным камином из Голландии, хрустальными люстрами и канделябрами. Последние до сих пор являются основным достоинством здания. В XVIII же веке открыты и другие социальные учреждения, такие как Абердинский королевский изолятор и госпиталь Вулманхилл (основан в 1742 году), также в 1779 году открыт сумасшедший дом. В конце XVIII века городской совет приступил к плану по улучшению дорог, и к 1805 году были открыты Джордж Стрит, Кинг Стрит и Юнион Стрит, последняя из которых стала прорывом инженерной мысли. На частично выровненном холме Св. Катерины построили арки для пересечения Путачисайд. По Долине Денберн проложили Юнион Стрит с однопролётной аркой (40 м). Помимо новых улиц был построен центр Гранитного города, большинство зданий которого спроектировал Джон Смит и Арчибальд Симпсон.
В XIX веке растущая экономика Абердина, развитие кораблестроения и рыболовства требовали расширения портовой инфраструктуры. Большая часть сегодняшнего порта, включая Док Виктории, Южную дамбу и расширение Северной дамбы, была построена в XIX веке. Столь дорогое строительство имело и обратную сторону - в 1817 году город объявили банкротом. После Наполеоновских войн город вернул себе прежнее благосостояние. В 1824 году большинство улиц осветили и провели газоснабжение.
В 1901 году население составляло 153 000 людей на площади в 6000 акров (24 км2).
В 1930 году проложили водопровод: специальный резервуар наполняется из реки Ди в. В 1865 году подземная канализационная система заменила открытые сточные канавы, проложенные вдоль некоторых улиц. До 1958 года в городе курсировали трамваи.
В 1964 году из-за некачественного мяса в магазине «William Low & Co» на Юнион Стрит многие горожане заразились брюшным тифом. После случившегося магазин закрылся, а на его месте в конце 1990-х годов появился магазин музыки HMV.